# Niemojewko
Niemojewko (niem. Eberswalde)– wieś w Polsce położona w województwie kujawsko-pomorskim, w powiecie mogileńskim, w gminie Strzelno.

## Podział  administracyjny
W latach 1975–1998 miejscowość administracyjnie należała do województwa bydgoskiego.